# Косариков Олександр Миколайович
Косариков Олександр Миколайович (4 березня 1945 — 29 березня 2024) — голова Ради народних депутатів міста Горький (Нижній Новгород) у 1990—1993 роках. Заслужений діяч науки Російської Федерації (2001).

## Біографія
Народився 4 березня 1945 року у місті Горький.
У 1967 році закінчив радіофізичний факультет Горьківського державного університету ім. М. І. Лобачевського. У 1967—1990 роках — інженер, старший науковий співробітник НДІ вимірювальних систем.
У 1990—1993 роках — заступник голови, голова Горьківської (Нижньогородської) міської Ради народних депутатів.
У 1994—1998 роках — заступник губернатора Нижньогородської області з екології та використання природних ресурсів, пізніше був призначений повноважним представником Президента РФ в Нижньогородській області.
У 1999—2003 роках — депутат Державної думи 3-го скликання. У 2003—2007 роках — депутат Державної думи 4-го скликання.
Помер 29 березня 2024 року на 80-му році життя.

## Нагороди
- Орден Дружби (2007)[3]
- Орден «Знак Пошани»
- Заслужений діяч науки Російської Федерації (2001)[4]
- Державна премія Російської Федерації у галузі науки і техніки (2001)

## Особисте життя
Одружений. Двоє дітей.